# 云克达尔国家公园
云克达尔国家公园（挪威語：Junkerdal nasjonalpark）是挪威的一個國家公園，面積682-平方（263-平方英里）。云克达尔国家公园創建於2004年，和云克达尔自然保護區接壤。